# ITT (企業)

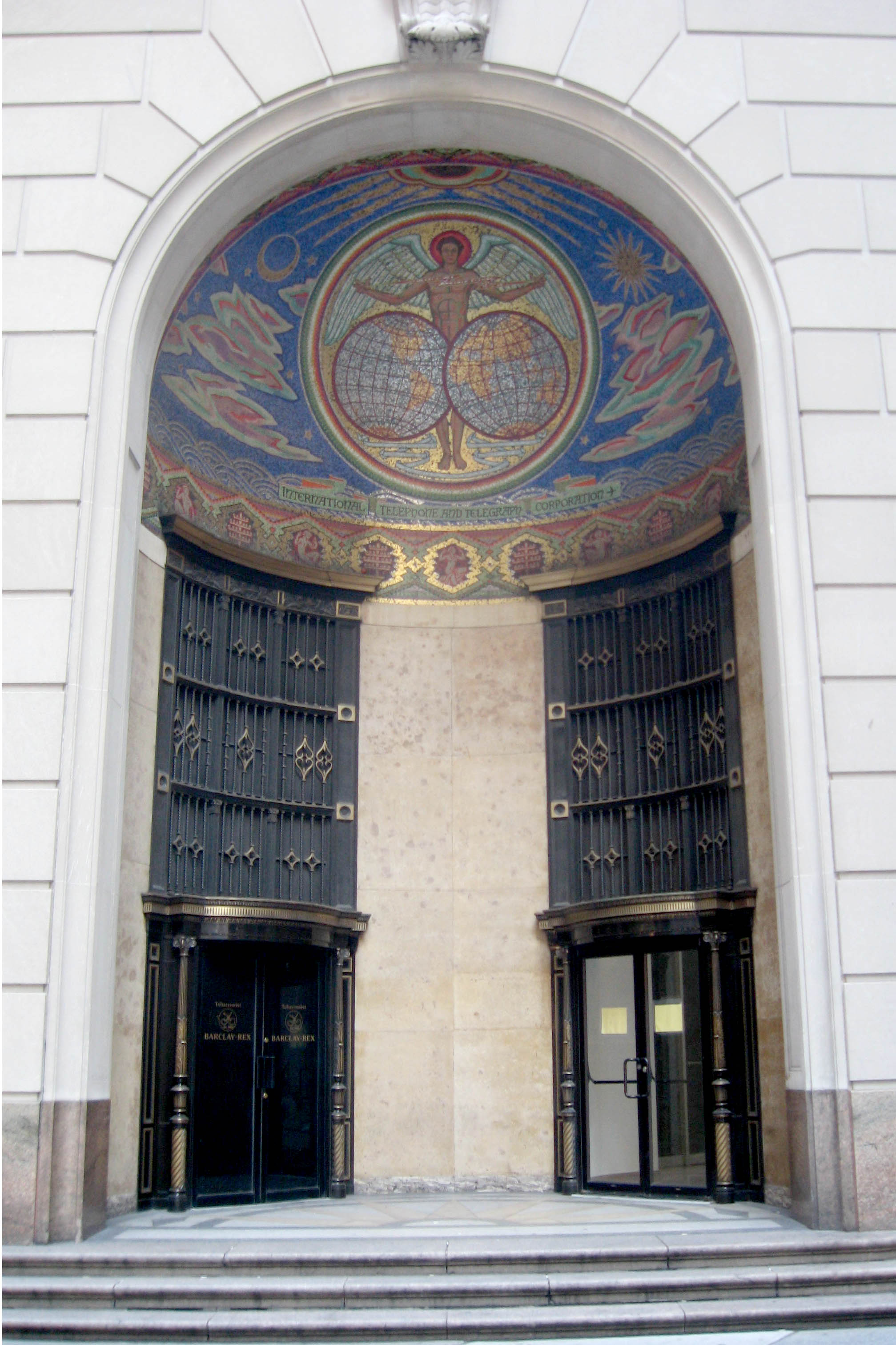
ニューヨーク市マンハッタンにあった以前のITT本社ビル。現在の本社はニューヨーク州ホワイト・プレインズ

ITT（アイティーティー、英語: ITT Inc.）は、航空宇宙産業、交通産業、エネルギー産業などの部品供給を世界的に事業を営む企業。ニューヨーク州ホワイト・プレインズに本社を置き、かつては ITT Corporation と称し、コングロマリットの代表的な企業として様々な分野の企業群を擁したが、現在はほとんどをスピンオフしている。

## 短史

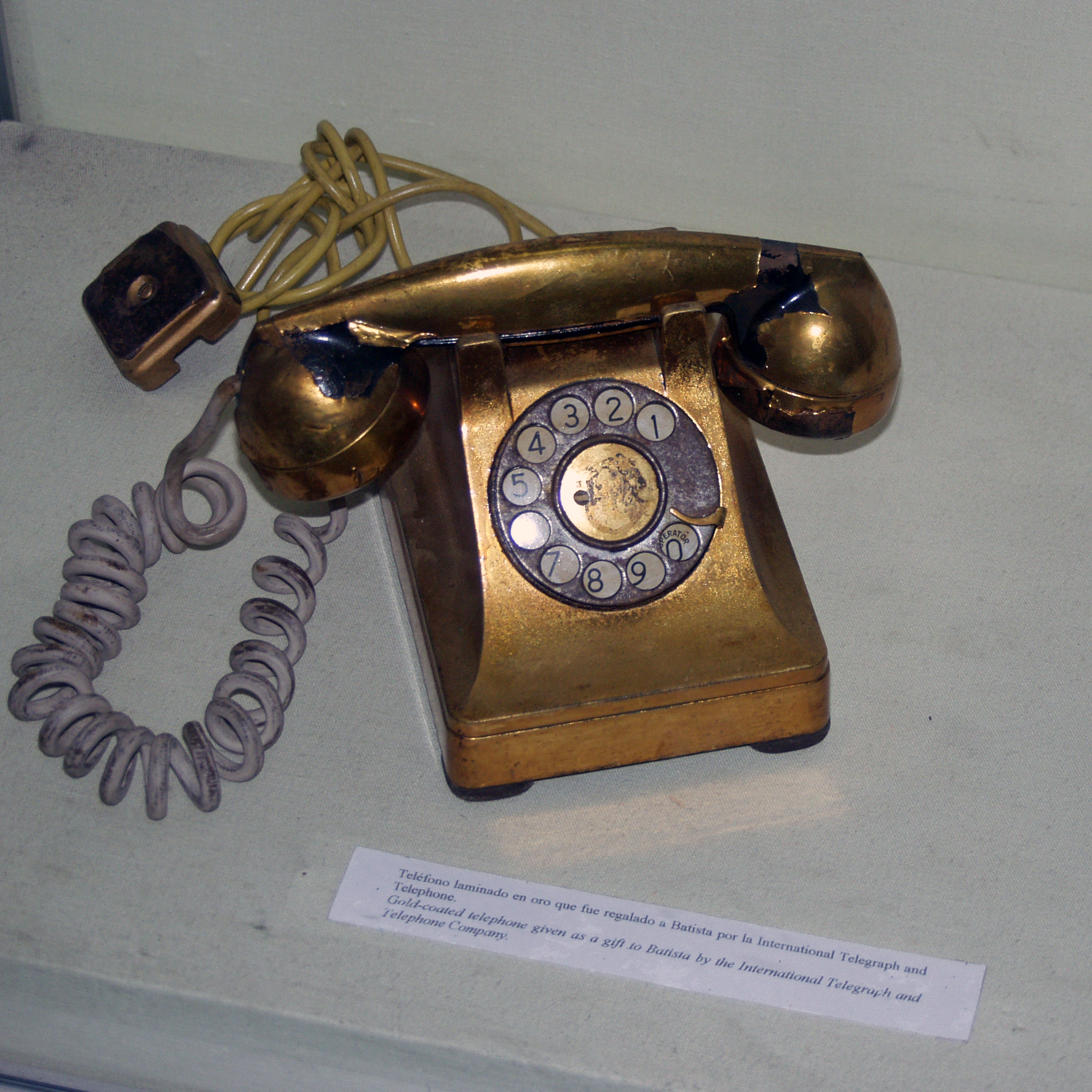
ITTがキューバの独裁者バティスタに贈った金色の電話機。今日では独裁政権の腐敗の象徴として革命博物館に展示されている。

1920年にソスシーンズ・ベーンと弟のハーマンが International Telephone & Telegraph として創業した。1923年に、のちにテレフォニカとなる通信事業をスペインで始める。
ドイツで子会社のC. Lorenz AGを通して、ルフトヴァッフェの戦闘機生産も手掛ける。
第二次世界大戦後は、イギリス、ドイツ、フランスなどで通信関係製品を製造する。
1960年代から1970年代にハロルド・ジェニーンCEO（1959-1972年）の下で、代表的なコングロマリットとして、シェラトンホテル、エイビスレンタカー、レヴィット＆サンズ（Levitt & Sons、住宅建設）、コンチネンタル・ベーキング（Continental Baking Company、食品業）、ハートフォード火災保険、レヨニア（Rayonier、製糸業）、アルカテル N.V.、通信機器 ）、シーザース・ワールド（Caesars World、娯楽業）など様々な分野で200社以上を傘下に収めて事業を拡大した。
1986年に通信関連会社を売却し、1995年にスピンオフした非製造部門は後年にスターウッド・ホテル&リゾートが買収した。1996年に現在のITTがスピンオフして ITT Industries, Inc. となる。
2001年に防衛事業が Exelis、水処理事業がザイレム、それぞれスピンオフした。

## 現在
2016年に ITT Inc. と社名変更し、現在はニューヨーク州ホワイト・プレインズ 1133 Westchester Ave. に本社を置き、航空宇宙産業、交通産業、エネルギー産業などで部品を供給する 。